# Betaltjänstlagen
Betaltjänstlagen (2010:751) i Sverige gäller från och med 1 augusti 2010 och stärker enligt Finansinspektionen konsumentskyddet vid betalningar och är ett led i den fria rörligheten inom EU. Liknande regler finns i flera EU- och EES-länder och kommer från EU-direktivet 2007/64/EG, senare ersatt av EU-direktivet 2015/2366. Lagen reglerar bland annat att betalningar får ta maximalt 1-2 bankdagar, förbud mot avgift på betalning med kort, ansvaret för att en transaktion genomförs, regler om vilken information som banker ska ge till kunder. Direktivet kallas för Betaltjänstdirektivet (på engelska: Payment Services Directive, PSD)

## Bakgrund
År 2007 utfärdades det så kallade betaltjänstdirektivet, med syfte att samordna reglerna för betaltjänster över hela EU- och EES-området. Länderna ålades att införliva direktivet med sina nationella lagstiftningar, så att det skulle vara i kraft senast 1 november 2009. Några länder blev dock försenade. Sverige har i och med betaltjänstlagen som ett av de sista länderna införlivat direktivet.
I Sverige implementerades direktivet i två lagar, lagen om betaltjänster och lagen om obehöriga transaktioner med betalningsinstrument, som  klargör vilka skyldigheter en kontohavare har vid användningen av ett betalningsinstrument, till exempel spärranmälning av förlorat kort, betalningsansvar vid obehöriga transaktioner.

## Detaljregler i lagen
Detta räknas som betaltjänster:
1. Insättningar på och uttag från ett betalkonto
2. Betalningstransaktioner (bland annat autogiro, kontokort, kontobaserade betalningar)
3. Utfärdande av betalningsinstrument (exempelvis kontokort)
4. Inlösen av transaktioner
5. Penningöverföring
6. Betalningstjänst till mellanhand via teknisk tjänst (exempelvis köp av bussbiljett via mobiltelefon, så kallad SMS-biljett) (exempelvis Wywallet).

Betaltjänstlagen föreskriver (4a.kap) att kreditinstitut inte får vägra en konsument som är lagligen bosatt inom EES att öppna ett betalkonto med grundläggande funktioner, såvida det inte strider mot penningtvättlagen (den sistnämnda bisatsen följer inte av EU-direktivet).
I lagen om obehöriga transaktioner med betalningsinstrument föreskrivs:
Vid kontohavares grov oaktsamhet är ansvaret 2011-2013 begränsat till 12 000 SEK förutom vid klandervärd hantering genom att lämna kontokortet lättillgängligt och obevakat, som till exempel på en badstrand, omklädningsrum, garderob, restaurang eller underlåtelse att inom viss tid underrätta banken om en obehörig transaktion.  Vid obehöriga transaktioner där personlig kod, som till exempel en pin-kod använts, ska kontohavaren stå för en självrisk om högst 1200 SEK.
Vid tvist gäller följande instanser:
1. Företaget som erbjuder betaltjänsten
2. Konsumenternas Bank- och finansbyrå
3. Allmänna reklamationsnämnden (ARN)
4. Allmän domstol

Finansinspektionens uppgift är att övervaka att finansiella företag följer gällande lagar och regler. Lagarna omfattar alla konton, tjänster och produkter som är avsedda för betalningar.